# Louis Urgel
Antoinette Marie Legru dite Louis Urgel, née le 23 septembre 1857 à Lyon 3e et décédée le 15 août 1942 à Paris 7e, est une actrice et une compositrice française.
Elle est, avec Germaine Raynal, une des rares compositrices de musique légère des années 1920.

## Biographie
Née Antoinette-Marie Lhenoret, elle commence une carrière de comédienne au théâtre du Châtelet en 1877 puis aux Menus-Plaisirs en 1878-1879, sous le nom de Louise Lynnès. Sa sœur Marguerite Lhenoret dite Marguerite Lynnès (1862-1911), avait débuté à la même époque, mais sera surtout connue lorsqu'elle sera engagée au théâtre de l'Odéon en 1884 puis à la Comédie-Française à partir de 1889.
En août 1881, elle épouse le banquier et administrateur de sociétés Hector Legru dont elle prendra l'anagramme du patronyme comme nom d'artiste en tant qu'auteur. C'est en effet après son mariage qu'elle abandonne la scène et son ancien pseudonyme pour se consacrer à l'écriture théâtrale et musicale.
Décédée le 15 août 1942 à l'âge de 84 ans à son domicile du boulevard de la Tour-Maubourg, elle est inhumée le 19 août suivant au cimetière du Père-Lachaise (1re division), où elle repose au côté de son mari, de sa mère et de sa sœur Marguerite.

## Carrière au théâtre
comme comédienne (sous le nom de Louise Lynnès)
- 1877 : Le Voyage dans la Lune, opéra-féerie en 4 actes et 23 tableaux d'Albert Vanloo, Eugène Leterrier et Arnold Mortier, musique de Jacques Offenbach, au théâtre du Châtelet (1er avril) : Fantasia[14]
- 1877 : Les Environs de Paris, voyage d'agrément en 4 actes et 8 tableaux d'Henri Blondeau et Hector Monréal, musique de Marc Chautagne, au théâtre de Cluny (14 juillet) : Denise / Grain-de-Sel
- 1877 : Si j'étais reine, fantaisie-vaudeville en 2 actes de William Busnach, au théâtre des Menus-Plaisirs (7 novembre) : Fleur d'Iris
- 1877 : Les Trois fils de Cadet-Roussel, comédie-vaudeville en 3 actes de Charles Varin, Laurencin et Michel Delaporte, au théâtre des Menus-Plaisirs (11 novembre) : Denise
- 1877 : Les Menus-Plaisirs de l'année, revue à spectacle en 3 actes et 17 tableaux de Clairville, au théâtre des Menus-Plaisirs (7 décembre) : l'étoile bleue / Vesta / Titanis
- 1877 : Une semaine à Londres, folie-vaudeville en 3 actes et 9 tableaux de Clairville et Jules Cordier, au théâtre des Variétés (décembre) : Eurydice / Colombine
- 1878 : Les jolies filles de Grévin, vaudeville en 4 actes de Léon et Frantz Beauvallet, au théâtre des Menus-Plaisirs (21 mars) : Rosine
- 1878 : Le Chat botté, féerie en 3 actes et 25 tableaux d'Ernest Blum et Étienne Tréfeu, au théâtre de la Gaîté (mai) : Églantine

comme auteur dramatique
- 1913 : Leur jour, pièce en 1 acte, à la Comédie-Royale (20 octobre)
- 1913 : Madame Léger, comédie satirique en 1 acte, à la Comédie-Royale (17 décembre)
- 1932 : Second bail, pièce en 1 acte, au théâtre de l'Odéon (26 novembre)

comme compositrice de musique de ballets
- 1916 : Lumière et papillons, ballet en 1 acte, livret et musique de Louis Urgel, à l'Opéra-Comique (12 avril)
- 1921 : Le loup et l'agneau, ballet-pantomime en 1 acte d'après la fable de La Fontaine, livret et musique de Louis Urgel, au Casino de Monte-Carlo (8 février)
- 1928 : Les deux coqs, livret et ballet de Louis Urgel, à la Gaîté-Lyrique (juin)

comme compositrice de musique d'opérettes
- 1910 : Rikiki dans son répertoire, opérette de Maurice Lupin et Henry Darcourt, au Tréteau-Royal (janvier)
- 1922 : Monsieur Dumollet, opérette en 3 actes, livret de Victor Jannet, couplets d'Hugues Delorme, au théâtre du Vaudeville (25 mai)[15]
- 1923 : Amour de princesse, opérette en 3 actes, livret de Victor Jannet et Hugues Delorme, à la Gaîté-Lyrique (30 octobre)[16]
- 1925 : Qu'en dit l'abbé ?, opérette galante en 3 actes et 3 tableaux, livret de Jacques Battaille-Henri, mise en scène d'Harry Baur, au théâtre de l'Avenue (19 mai)[17]
- 1928 : Une nuit au Louvre, opérette en 3 actes et 4 tableaux, livret d'Henri Duvernois, couplets de René Dorin, au théâtre des Bouffes-Parisiens (13 octobre)[18]
- 1931 : Vieux garçons !, opéra-comique en 1 acte, livret de Michel Carré, à la Gaîté-Lyrique (21 février)

comme compositrice et auteure-compositrice de chansons
- 1887 : Il faut aimer !, paroles de Molière
- 1889 : Fileuse !, paroles d'Édouard Guinand
- 1890 : Suzon !, paroles et musique de Louis Urgel
- 1895 : La Guitare, musique de Louis Urgel
- 1895 : Le Chien et la pipe !, paroles de Charles de Coynart
- 1895 : Mes distrations, paroles et musique de Louis Urgel[19]
- 1896 : le Rêve indiscret !, paroles de Gil
- 1921 : Trois petits garçons, paroles et musique de Louis Urgel
- 1921 : Trois petites filles, paroles et musique de Louis Urgel
- Non daté : L'Horloge, paroles d'Henri Lefebvre, musique de Louis Urgel
- Non daté : Le Poulailler, paroles et musique de Louis Urgel

## Distinctions
- Officier d'académie (1901).
- Officier de l'Instruction publique (1906).